# Omofagia
Con omofagia (dal greco ὠμοϕαγία, da ὠμός ōmós "crudo" e ϕαγεῖν phagêin "mangiare") si intende il consumo di carne cruda.
Omofagia è un termine riferito ad un insolito rituale caratterizzato dalla consumazione di carni crude, in uso presso gli antichi Greci ed adottato da associazioni mistiche (per esempio il "menadismo") dedicate al culto del dio Dioniso, visto come liberatore dell'energia vitale, colui che torna dall'oltretomba alla vita. Normalmente, il sacrificio di animali a favore delle divinità, così come era istituzionalizzato all'epoca, prevedeva anche la consumazione delle carni della vittima, che avveniva dopo regolare cottura. L'omofagia, al contrario, si proponeva come una “rivisitazione trasgressiva” del rituale ordinario. Il rito si svolgeva con la caccia a un animale selvatico, in genere di piccola taglia, che veniva ucciso, spesso fatto a pezzi a mani nude e poi divorato crudo dai partecipanti. L'animale era identificato con la divinità ed il rito simboleggiava l'unione con la stessa. Tale pasto sacrificale realizzava non solo l'unione tra il sacrificante e la divinità destinataria del sacrificio, ma consentiva anche una sorta di fratellanza mistica tra tutti i commensali. Tale comunione mistica di gruppo avveniva attraverso l'identificazione dei sacrificanti con la vittima sacrificale, a sua volta già coincidente con la divinità stessa.
I rituali di comunione mistica sono rintracciabili anche tra le culture primitive, come la comunione totemica delle popolazioni australiane. 
Saranno più tardi rintracciabili nel cristianesimo, dove il termine comunione è usato nel senso di eucaristia (uno dei sacramenti della religione cristiana), con particolare rilevanza al carattere comunitario (greco koinonía) della Santa Cena.